# Castilblanco
Castilblanco – gmina w Hiszpanii, w prowincji Badajoz, w Estramadurze, o powierzchni 132,24 km². W 2011 roku gmina liczyła 1148 mieszkańców.